# Come Here
『come Here』（カム ヒア）は、
KAT-TUNのオリジナル・アルバム（フルアルバムとしては7作目、通算では8作目）。2014年6月25日にJ Stormから発売された。

## 概要
前作『CHAIN』から約2年4ヶ月ぶりとなるオリジナルアルバム。
2013年に田中聖が脱退したため、表記はないが本作に収録されているシングル曲は、全て田中のパートが削除されたアルバムバージョンでの収録となっている。
今作の3週間前に発売されたシングル「In Fact」は未収録。
4人体制で唯一のオリジナルアルバムである。

## 収録曲

### CD
※は通常盤のみ収録。
1. COME HERE
Lyrics:RUCCA, Music:Ichiro Suezawa、Drew Ryan Scott、Goldfingerz, Arrangement:DREADSTORE COWBOY
  - 今作のリードトラック
  - TBS系「KAT-TUNの世界一タメになる旅!」テーマソング
2. TRIANGLE
Lyrics:NOYCE', Music:Shun Kusakawa、L-m-T、DAICHI, Arrangement:L-m-T、Eiji Kawai
3. EXPOSE
Lyrics:miwa*, Music:Erik Sahlén、Yoko.Hiramatsu, Arrangement:Billy Marx Jr.
  - 20thシングル
4. ART OF LIFE - 上田竜也
Lyrics:Mz Hz, Music:Thomas Klintström、KAZ-AKI、DJ AiR, Arrangement:Thomas Klintstrom、DJ AiR
5. 不滅のスクラム
Lyrics:masanco, Music:Janne Hyöty、Caroline Gustavsson, Arrangement:Janne Hyöty
  - 19thシングル
6. クレセント - 中丸雄一
Lyrics:YUICHI NAKAMARU、WINESS, Music:Filip“LeForce”Lindfors、Yoko.Hiramatsu, Arrangement:Filip“LeForce” Lindfors
7. フェイク
Lyrics:FOREST YOUNG, Music:DAICHI、Shunsuke Harada, Arrangement:Shunsuke Harada
8. BREAK UR CAGE
Lyrics:KAHLUA, Music:Manabu Marutani、Katsuhiko Yamamoto、Command Freaks, Arrangement:Command Freaks
9. Emerald - 亀梨和也
Lyrics:KAZUYA KAMENASHI, Music ＆ Arrangement:DAISHI DANCE
10. STAR
Lyrics ＆ Music:KOUDAI IWATSUBO, Arrangement:twenty forty、KOUDAI IWATSUBO
11. WHENEVER I KISS YOU - 田口淳之介
Lyrics、Music ＆ Arrangement:NAO
12. SUMMER EMOTION
Lyrics:rabbitman、NOYCE', Music:rabbitman, Arrangement:rabbitman、Eiji Kawai
13. TO THE LIMIT
Lyrics:M.U.R.、masanco, Music:Tom Diekmeier、Junior H Johansson, Arrangement:Tom Diekmeier、Billy Marx Jr.
  - 18thシングル
14. HIDE and SEEK
Lyrics:miyakei、FOREST YOUNG, Music ＆ Arrangement:pinkcastar
15. FACE to Face
Lyrics:AGKY, Music:Andreas Johansson、Laika Leon, Arrangement:Quark not Dirty、Andreas Johansson
  - 21stシングル
16. MY EVERY TIME
Lyrics:RUCCA, Music:JongSung Yoon、JungSuk Jang、TaeSoo Jung, Arrangement:Billy Marx Jr.
17. SUNRISE※
Lyrics:25→graffiti, Music:ROCK STONE、STEVEN LEE、JIMMY RICHARD, Arrangement:Pieni tonttu
18. 優しい雨※
Lyrics:Nai-T、KAHLUA, Music:Nai-T, Arrangement:Billy Marx Jr.

### DVD
※初回限定盤のみ
1. COME HERE（ビデオ･クリップ+メイキング）

## テレビ出演
COME HERE
- 『ザ少年倶楽部プレミアム』（2014年7月16日、NHK BSプレミアム）
テレビ 初披露

BREAK UR CAGE
- 『ザ少年倶楽部プレミアム』（2015年2月18日、NHK BSプレミアム）
テレビ 初披露

MY EVERY TIME
- 『ザ少年倶楽部プレミアム』（2015年2月18日、NHK BSプレミアム）
テレビ 初披露

優しい雨
- 『ザ少年倶楽部プレミアム』（2014年8月20日、NHK BSプレミアム）
テレビ 初披露